# 北海道の大学一覧
| 総数                           | 42校             |
| 国立                           | 7校              |
| 公立                           | 7校              |
| 私立                           | 28校             |
| 教育委員会所在地               | 〒060-8544       |
| 北海道札幌市中央区北3条西7丁目 |                  |
| 公式サイト                     | 北海道教育委員会 |

北海道の大学一覧（ほっかいどうのだいがくいちらん）は、北海道に所在する大学一覧である。

## 国立大学

### 札幌市
- 北海道大学
- 北海道教育大学

### 函館市
- 北海道大学
- 北海道教育大学

### 旭川市
- 北海道教育大学
- 旭川医科大学

### 釧路市
- 北海道教育大学

### 岩見沢市
- 北海道教育大学

### 帯広市
- 帯広畜産大学

### 小樽市
- 小樽商科大学

### 北見市
- 北見工業大学

### 室蘭市
- 室蘭工業大学

## 公立大学

### 札幌市
- 札幌市立大学
- 札幌医科大学

### 函館市
- 公立はこだて未来大学

### 旭川市
- 旭川市立大学

### 釧路市
- 釧路公立大学

### 千歳市
- 公立千歳科学技術大学

### 名寄市
- 名寄市立大学

## 私立大学

### 札幌市
- 札幌大学
- 札幌大谷大学
- 札幌学院大学
- 札幌国際大学
- 札幌保健医療大学
- 天使大学
- 東海大学
- 日本医療大学
- 北星学園大学
- 北海学園大学
- 北海商科大学
- 北海道科学大学
- 北海道医療大学
- 北海道武蔵女子大学
- 藤女子大学

### 江別市
- 札幌学院大学
- 北翔大学
- 北海道情報大学
- 酪農学園大学

### 北広島市
- 星槎道都大学

### 千歳市
- 北海道千歳リハビリテーション大学

### 恵庭市
- 日本医療大学
- 北海道文教大学

### 石狩市
- 藤女子大学

### 当別町
- 北海道医療大学

### 長万部町
- 東京理科大学

### 函館市
- 函館大学

### 苫小牧市
- 北洋大学

### 帯広市
- 星槎大学｛通信制課程単置｝

### 芦別市
- 星槎大学｛通信制課程単置｝

### 旭川市
- 星槎大学｛通信制課程単置｝

### 網走市
- 東京農業大学

### 北見市
- 北海商科大学
- 日本赤十字北海道看護大学

### 稚内市
- 育英館大学